# ناحیه فون لیک، شهرستان تاد، مینه سوتا
ناحیه فون لیک (به انگلیسی: Fawn Lake Township) یک منطقهٔ مسکونی در ایالات متحده آمریکا است که در شهرستان تاد، مینه‌سوتا واقع شده‌است.
 ناحیه فون لیک ۹۲٫۵ کیلومتر مربع مساحت و ۴۴۰ نفر جمعیت دارد و ۳۹۶ متر بالاتر از سطح دریا واقع شده‌است.